# Lijst van musea in Oost-Vlaanderen
Dit is een lijst van musea in Oost-Vlaanderen.

## Musea

### Aalst
- Oud-Hospitaal (museum gewijd aan archeologie, toegepaste kunst en enkele prominente Aalstenaars)

### Adegem
- Canada War Museum

### Baasrode
- Provinciale Erfgoedsite Scheepswerven Baasrode (Scheepvaartmuseum)

### Berlare
- Museum Donkmeer
- Museum Huize Bareldonk

### Brakel
- Ovenmuseum
- Triveriusmuseum

### Deinze
- Museum van Deinze en de Leiestreek
- Kasteel van Ooidonk

### Dendermonde
- Vleeshuismuseum
- Twee musea in het Sint-Alexiusbegijnhof
- Jazz Centrum Vlaanderen, inclusief jazzmuseum
- Zwijvekemuseum

### Drongen
- Het Zuivelcentrum

### Eeklo
- Bezoekerscentrum De Huysmanshoeve
- Jenevermuseum

### Ename
- Provinciaal Archeologisch Museum

### Geraardsbergen
- Sint-Adriaansabdij (abdijgebouwen uit de 18e eeuw): Abdijmuseum, Chantillykantmuseum, Brouwerijmuseum, Sigarenmuseum, Pijpenkabinet en Lucifersmuseum
- Musea Hunnegem: Openluchtmuseum De Priorij, Museum Hunnegem-Geraardsbergen (Huge) en Museum en Archief van de Vlaamse Film (Mavf).[1]
- Manneken Pismuseum in De Permanensje

### Kruishoutem
- Schoenenmuseum SONS
- Stichting Veranneman

### Lokeren
- Stadsmuseum Lokeren

### Meilegem
- Provinciaal Natuureducatief Centrum De Kaaihoeve

### Nazareth
- Het elfnovembermuseum

### Oudenaarde
- Het Centrum Ronde van Vlaanderen.
- De expositieruimte voor lokale kunstenaars in het oude spoorwegstation.
- Het provinciaal archeologisch museum in Ename.
- Het stadsarchief in de abdij van Maagdendale.
- Het MOU Museum met de wandtapijtenmuseum en de zilvercollectie aan het Stadhuis van Oudenaarde.
- Huis de Lalaing en restauratieatelier.

### Ronse
- Must Museum voor textiel

### Sint-Amandsberg
- Illuseum (museum over gezichtsbedrog)

### Sint-Niklaas
- Curiosum
- Edgar Tinelmuseum
- Heemkundig Museum Nieuwkerken-Waas 200/700
- Historisch Museum Land van Waas
- Mercatormuseum
- Pijp- en Tabaksmuseum
- Salons voor Schone Kunsten
- SteM Zwijgershoek (met onder meer het Internationaal Exlibriscentrum en het Breimuseum)

### Uitbergen
- Madonnamuseum

### Zottegem
- Provinciaal Archeocentrum Velzeke (AVE)
- Stoomketelmuseum
- Museum voor Folklore
- 'Egmontkamer' in het stadhuis van Zottegem

### Wachtebeke
- Provinciaal molencentrum